# Lewis Urry
Frederick Lewis Urry, (29 de enero de 1927, Pontypool, Ontario, Canadá - 19 de octubre de 2004, Clevlend, Ohio, Estados Unidos), era un ingeniero químico e inventor de Canadá.  Él inventó la batería alcalina y la batería de litio mientras trabajaba para la empresa Energizer (antes Eveready Battery Company), del grupo Union Carbide.
Urry, nació en Pontypool, Ontario, Canadá y se graduó en ingeniería química por la Universidad de Toronto en 1950, tras haber pasado un tiempo sirviendo en el ejército canadiense. Comenzó a trabajar para Eveready unos meses después de graduarse.

## Vida profesional
En 1955 Urry, fue enviado al laboratorio de la compañía en Parma, Ohio, con el fin de descubrir una forma de extender la vida útil de las pilas de zinc-carbono.  La baja duración de estas pilas había dañando seriamente las ventas.  Urry se dio cuenta de que el desarrollo de una batería nueva tendría un coste menor que el desarrollo adicional de los anteriores modelos.
A lo largo de la década de 1950 muchos ingenieros habían experimentado con pilas alcalinas, pero nadie había sido capaz de desarrollar una batería que justificara el alto costo de producción.  Urry, después de probar una serie de materiales, descubrió que el dióxido de manganeso y zinc sólidos funcionaban bien, junto con una sustancia alcalina, el hidróxido de potasio, como electrolito.  Su principal problema es que la batería no podía suministrar la suficiente potencia.  Urry logró superar este problema mediante el uso de zinc en polvo.
Con el fin de vender la idea a sus gerentes, Urry puso la batería en un auto de juguete y lo puso a competir contra un coche similar con una de las mayores baterías, de tamaño D (ver Tipos de pila).  Su nuevo invento tenía una durabilidad muchas veces mayor, por lo que Eveready comenzó la producción del diseño de Urry. Comenzó a venderse en 1959, y unos años después la pila recibió el nombre Energizer. En 1980 la propia empresa pasó a denominarse con el nombre de dicha pila.  Las pilas alcalinas modernas, debido a las mejoras tecnológicas, pueden durar tanto como 40 veces más que el prototipo original.
En 1999 Urry donó su primer prototipo de pila alcalina, junto con la primera batería cilíndrica de producción comercial, a la Smithsonian Institution. Ambas pilas se muestran ahora en la misma habitación de dicho museo que la bombilla de Edison.
Urry, murió en 2004, y está enterrado en el cementerio de Butternut Ridge, en North Olmsted, Ohio. Pero cada año se venden en el mundo 1010 pilas alcalinas según el diseño que un día inventase.